# Relator (Derecho)
En derecho, el relator es el funcionario de algunos tribunales superiores de justicia encargado de realizar la relación de los expedientes judiciales ante tales organismos jurisdiccionales. La relación consiste en dar a conocer el contenido de los expedientes judiciales a los jueces que forman parte de dichos tribunales, atendido su carácter colegiado.

## Origen e historia
Los relatores nacen en el derecho hispano por disposiciones reales y el propio Fuero Real  —sobre todo, en el Ordenamiento de Alcalá— y se regulan de manera más sistemática en la Nueva Recopilación. Hubo con anterioridad figuras parecidas entre los oidores ya en vigencia las Siete Partidas. Las disposiciones de los Reyes Católicos en las Ordenanzas de Medina y, más tarde, de Felipe II, terminaron por configurar la figura.
Así, los relatores eran aquellos funcionarios públicos a quienes se encargaba impulsar la tramitación de los asuntos pendientes ante los órganos judiciales y otros de gobierno de los reinos. La figura original del relator era solo judicial, pero terminó trasladándose a las Reales Cancillerías y Audiencias, para más tarde llegar hasta el Consejo de Castilla y demás Consejos de gobierno de la Monarquía Hispánica.
Tanto en uno u otro ámbito, judicial o de gobierno, correspondía a los relatores tener al tanto de los procesos y trámites pendientes a los jueces o autoridad correspondiente, asegurar los expedientes, garantizar su custodia e integridad, comprobar que cuantos documentos y testimonios eran precisos se llevasen a término y, en general, mantener el orden temporal y la corrección legal desde el inicio hasta la conclusión del procedimiento. Su actividad finalizaba al relatar al tribunal o consejo el contenido sustantivo del expediente que había ido conformando, para que este dictase sentencia u orden y despachase la misma para su tramitación.
Al relator se le exigían conocimiento de los procesos, no tener otros negocios, no ser parte en los pleitos, llevar por sí mismo las relaciones sin delegarlas, custodiarlas bajo su llave, no permitir el acceso de terceros a los expedientes salvo expresa orden superior, incluidas las partes, a las que no obstante debían siempre mantener al corriente de los plazos y derechos que les asistían, y dar cuenta permanente al órgano del que dependían. Con ello se pretendía la independencia del relator y la integridad del procedimiento. En muchos sentidos, la figura agrupaba a lo que se conoce en la actualidad como un secretario judicial, aunque también realizaban funciones propias de un juez instructor. Con el tiempo, los relatores tuvieron un ámbito de actuación reducido a los Consejos Reales, Cancillerías y Audiencias, y siempre que la Corona hubiera de intervenir, por sí o por representante. En los demás ámbitos judiciales, la función del relator la había de cumplir el propio juez.
Los candidatos a relator debían ser elegidos por los mismos órganos a los que habrían de servir, convocados públicamente mediante edictos y donde habían de demostrar suficiencia en el conocimiento de los procedimientos y pericia en el derecho. Las ordenanzas reguladoras que abarcan una sucesión de normas desde 1480 a 1489, y sus posteriores recopilaciones, señalan el requisito de ser bachilleres y licenciados en Derecho.

## Regulación por país

### Chile
En Chile, cada Corte de Apelaciones tiene de 2 a 22 relatores y la Corte Suprema posee 8.
Son funciones de los relatores:[cita requerida]
- dar cuenta diaria de las solicitudes que se presenten en calidad de urgentes, de las que no pudieren ser despachadas por la sola indicación de la suma y de los negocios que la Corte mandare pasar a ellos;
- poner en conocimiento de las partes o sus abogados el nombre de las personas que integran el tribunal, en el caso a que se refiere el artículo 166 del Código de Procedimiento Civil (abogados integrantes);
- revisar los expedientes que se les entreguen y certificar que están en estado de relación. En caso de que sea necesario traer a la vista los documentos, cuadernos separados y expedientes no acompañados o realizar trámites procesales previos a la vista de la causa, informará de ello al Presidente de la Corte, el cual dictará las providencias que correspondan.
- hacer relación de los procesos judiciales;
- anotar el día de la vista de cada causa los nombres de los jueces que hubieren concurrido a ella, si no fuere despachada inmediatamente, y
- cotejar con los procesos los informes en derecho, y anotar bajo su firma la conformidad o disconformidad que notaren entre el mérito de estos y los hechos expuestos en aquellos.

Las relaciones deben hacerlas de manera que la Corte quede enteramente instruida del asunto actualmente sometido a su conocimiento, dando fielmente razón de todo documento y circunstancia que puedan contribuir a aquel objeto.